# Gurmels
Gurmels (franska: Cormondes) är en ort och kommun i distriktet Lac i kantonen Fribourg i Schweiz. Kommunen har 4 695 invånare (2023).
Den 1 januari 2000 inkorporerades kommunen Kleingurmels in i Gurmels. Ytterligare en kommunreform ägde rum den 1 januari 2003 då kommunerna Guschelmuth, Liebistorf och Wallenbuch slogs samman med kommunen Gurmels. Den 1 januari 2005 inkorporerades kommunen Cordast.
Den del av kommunen som tidigare utgjorde kommunen Wallenbuch utgör en exklav i kantonen Bern.